# Гермаринген
Гермаринген (њем. Germaringen) општина је у њемачкој савезној држави Баварска. Једно је од 45 општинских средишта округа Осталгој. Према процјени из 2010. у општини је живјело 3.816 становника. Посједује регионалну шифру (AGS) 9777130.

## Географски и демографски подаци
Гермаринген се налази у савезној држави Баварска у округу Осталгој. Општина се налази на надморској висини од 654–718 метара. Површина општине износи 22,9 km². У самом мјесту је, према процјени из 2010. године, живјело 3.816 становника. Просјечна густина становништва износи 167 становника/km².

## Међународна сарадња
| Мјесто | Држава    | Врста сарадње | Од    |
| ------ | --------- | ------------- | ----- |
|        | Француска | партнерство   | 1992. |
| Извор  |           |               |       |